# Gyali
Gyali (griechisch Γυαλί (n. sg.) [ʝaˈli] ‚Glas‘) ist eine griechische Insel in der Inselgruppe der Dodekanes. Sie gehört zum Hauptort Mandraki der Gemeinde Nisyros in der Region Südliche Ägäis.
Gyali ist vulkanischen Ursprungs und war zum Ende der Jungsteinzeit besiedelt. Heute wird das Bild der Insel von der Ausbeutung der Bimsvorkommen im Tagebau geprägt. Der isolierte natürliche Pinus brutia-Wald gehört zu den tiefsten Vorkommen der Art.

## Geographie

### Geographische Lage
Gyali liegt im südöstlichen Ägäischen Meer etwa 20 km westlich der kleinasiatischen Datça-Halbinsel und rund 10 km südlich von Kos. Die Entfernung zur südlich gelegenen Insel Nisyros beträgt 3,5 km.
Die Insel wird von zwei Hügeln von 182 m Höhe im Nordosten und 179 m Höhe im Südwesten, verbunden durch eine nur 250 m schmale Landbrücke, gebildet. Die größte Ausdehnung beträgt von Nordost nach Südwest 5,1 km. Etwa 3,3 km östlich liegt die unbewohnte Insel Strongyli und 400 m südlich Agios Andonios. Die Inselfläche beträgt 4,558 km².

### Geologie
Wie Nisyros und das westliche Kos liegt Gyali zusammen mit Pergousa mit Pachia auf dem östlichen Kykladenbogen und ist vulkanischen Ursprungs. Der nordöstliche Teil besteht größtenteils aus einem Lavadom aus rhyolithischem Obsidian, der südwestliche aus Bimsstein, der aus ausgeworfener vulkanischer Asche entstanden ist.
Die letzte vulkanische Aktivität von Gyali fand laut Thermolumineszenzdatierung etwa 1460 v. Chr. statt und damit relativ zeitnah zur Minoischen Eruption der Vulkaninsel Santorin.

### Natur

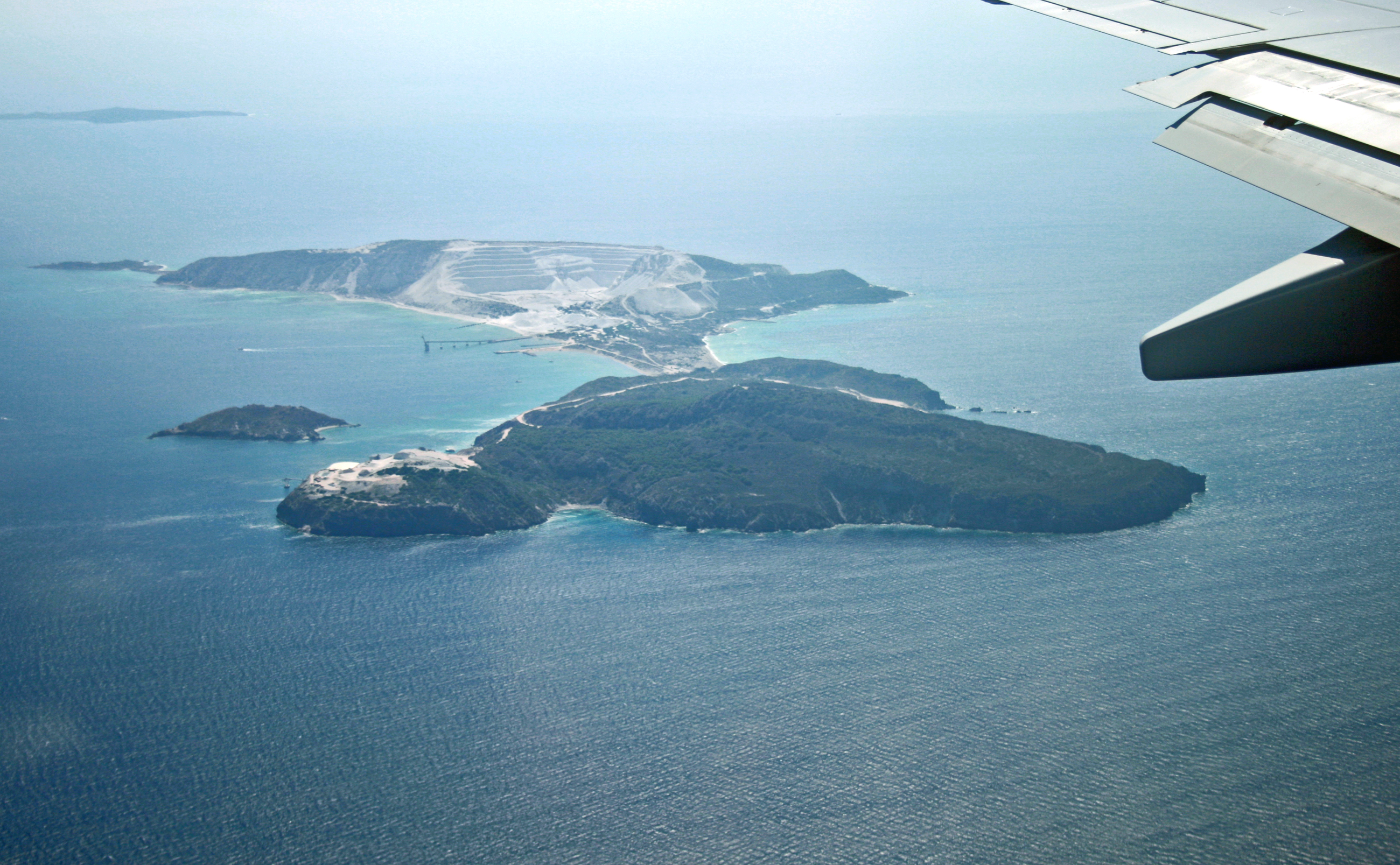
Gyali mit Agios Andonios von Norden, im Hintergrund Pergousa

Die Vegetation ist von Wärme und Trockenheit geprägt, jedoch im Vergleich zu anderen kleinen Inseln erheblich vielfältiger. An mehreren Stellen hat sich ein Wald von Kalabrischer Kiefer (Pinus brutia) entwickelt. Verfallene Terrassen weisen auf frühere landwirtschaftliche Nutzung hin, die Beweidung durch Ziegen bis 1998 ist an Verbissspuren zu erkennen. Die anhaltende Ausbeutung der Bimsstein-Vorkommen im Tagebau hat beträchtliche Auswirkungen auf die Umwelt. Als ökologische Ausgleichsmaßnahme für den erheblichen Eingriff in Natur und Landschaft werden Neupflanzungen angelegt.

#### Flora
Auf Gyali wurden 241 Arten von Farn- und Samenpflanzen gefunden. Die ursprüngliche Hartlaubvegetation der thermomediterranen Höhenstufe mit Wildem Ölbaum (Olea europaea var. sylvestris) und Johannisbrotbaum (Ceratonia siliqua) ist an vielen Stellen durch einen Wald von Kalabrischer Kiefer (Pinus brutia) ersetzt. Das einzig bekannte Pinus brutia-Vorkommen auf Perlit und Bims-Substraten wird je nach Bodenverhältnissen und Pflanzendichte von den typischen Vertretern der Macchie und Phrygana begleitet.
Die Entstehung des Pinus brutia-Waldes ist vermutlich mit dem Mangel an dauerhafter menschlicher Besiedlung und der Bildung von Mutterboden durch die leichte Verwitterung des Substrats verbunden. Alle Altersstufen sind vertreten, die ältesten Exemplare um etwa 100 Jahre. Die Bäume erreichen eine Höhe von etwa 6–7 m, an windgeschützten Stellen auch bis zu 12 m. An windausgesetzten Standorten erreichen buschige Formen weniger als 3 m Höhe. Auf gering degradierten Flächen des Südwest-Hügels begleiten überwiegend Mastixsträucher (Pistacia lentiscus) mit einzelnen Wilden Ölbaumen (Olea europaea var. sylvestris), Johannisbrotbäumen (Ceratonia siliqua), Kermes-Eichen (Quercus coccifera), Westliche Erdbeerbäumen (Arbutus unedo), Gemeine Myrten (Myrtus communis) und Quirlblättriger Heide (Erica manipuliflora). Die dominierende Begleitpflanze auf flachgründigen Böden ist Erica manipuliflora. Offene Baumbestände des Nordosthügels sind von den Zistrosen Cistus salviifolius, Cistus parviflorus und Cistus creticus und den Phrygana-Kleinsträuchern Krähenbeerenblättriges Johanniskraut (Hypericum empetrifolium) und Schopf-Lavendel (Lavandula stoechas) durchsetzt, manchmal auch mit Erica manipuliflora sowie Olea europaea var. sylvestris, Ceratonia siliqua, Quercus coccifera, Thymbra-Bergminze (Satureja thymbra), Dorniger Wundklee (Anthyllis hermanniae) und Silberweißer Spatzenzunge (Thymelaea tartonraira).
Stärker degradierte Standorte sind von Pflanzengesellschaften der Macchie mit Erica manipuliflora, Ceratonia siliqua, Olea europaea subsp. sylvestris, Myrtus communis, Quercus coccifera und Arbutus unedo besiedelt, dabei überwiegt der Anteil von Pistacia lentiscus. An einigen küstennahen Standorten hat sich Großfrüchtiger Wacholder (Juniperus macrocarpa) etabliert. Auf dem Nordosthügel sind auch Daphne gnidioides und Baum-Wolfsmilch (Euphorbia dendroides) sowie verstreut Meerträubel (Ephedra foeminea) und der Kapernstrauch (Capparis orientalis) anzutreffen.
Auf Flächen mit weiter fortgeschrittener Degradation wird die Macchie durch Phrygana ersetzt. Abhängig von Standort dominieren unterschiedliche Arten wie Anthyllis hermanniae auf der Landenge, Cistus creticus subsp. creticus und  Cistus parviflorus auf den nordwestlichen Hängen des Nordost-Hügels und Schopf-Lavendel (Lavandula stoechas subsp. stoechas) auf alten Terrassen, Erica manipuliflora bildet stellenweise reine Bestände. Häufigste Begleiter sind Cistus salviifolius, Hypericum empetrifolium, Phagnalon graecum und Thymelaea tartonraira subsp. argentea und Teucrium capitatum.
Die sandigen Standorte des Spülsaums an der Landenge werden von Europäischem Meersenf (Cakile maritima), vom Ruthenischen Salzkraut (Salsola tragus) sowie Polygonum maritimum, die angrenzende Flugsandzone von der Strand-Filzblume (Otanthus maritimus), der Stranddistel (Eryngium maritimum), Strand-Wolfsmilch (Euphorbia paralias), der Levkoje (Matthiola tricuspidata) sowie der Quecke (Elymus farctus subsp. rechingeri), der Dünen-Trichternarzisse (Pancratium maritimum) und anderen besiedelt.
Auf einem kleinen regelmäßig überfluteten Bereich wachsen Halophyten wie der Strandflieder Limonium graecum subsp. graecum und subsp. ammophilon, etwas abseits Frankenia hirsuta und Dünnschwanz (Parapholis marginata).

#### Fauna
Auf Gyali existiert eine Population der Schlangenaugen-Eidechse Ophisops elegans.

## Geschichte
Archäologische Begehungen belegten die Besiedelung von Gyali zum Ende der Jungsteinzeit um etwa 4500–3200 v. Chr. sowie in der hellenistischen und römischen Zeit.
Auf dem südwestlichen Inselteil konnten eine Siedlung, ein Friedhof mit in den Fels gehauenen rechteckigen Gräbern und Gebäudereste nachgewiesen werden. An mehreren Standorten auf der ganzen Insel wurden neolithische Keramik sowie Obsidian-Abschläge gefunden. Trotz der Obsidian-Vorkommen lebte die jungsteinzeitliche Gemeinschaft vermutlich von Viehzucht, Landwirtschaft und Fischerei. Der Handel mit lokalem Obsidian spielte aufgrund der schlechteren Qualität gegenüber dem Obsidian von der Kykladen-Insel Milos eher eine untergeordnete Rolle. Obsidian von Milos und Gyali wurde auf der etwa 8,5 km südwestlich gelegenen Insel Pergousa gefunden.
An der Nordseite des südwestlichen Hügels befinden sich Reste der hellenistischen Befestigung sowie eine Zisterne. Zahlreiche Keramikscherben auf dem nordöstlichen Teil wurden in die hellenistische Zeit datiert. Ein Grab in der gleichen Gegend stammt aus frühchristlicher Zeit.
Zeugnisse über spätere Besiedlungen existieren nicht. Vermutlich wurde die Insel aufgrund von Piratenüberfällen verlassen. Aus jüngerer Zeit stammen einige einfache Steinhäuser, die saisonal bewohnt waren. Die Bewohner bauten Getreide, Hülsenfrüchte sowie Trauben an. Nach der italienischen Besetzung des Dodekanes wurde der Bims-Abbau begonnen und eine Verladeanlage für Schiffe errichtet. Die landwirtschaftliche Tätigkeit hielt bis zum Zweiten Weltkrieg an. Später lebten einige Bergleute mit ihren Familien auf der Insel.

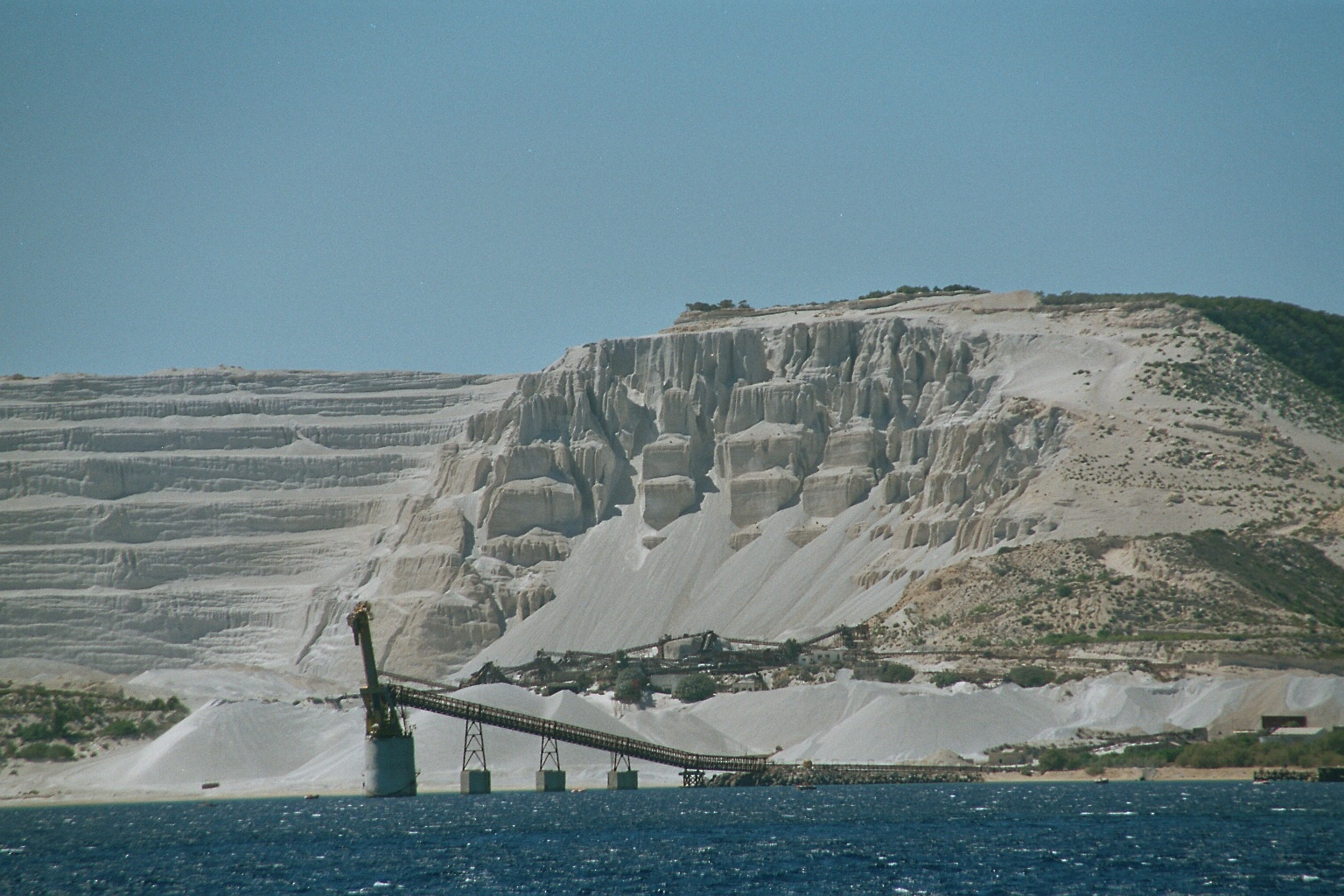
Abbau von Bimsstein auf Gyali

Im Nord-Osten der Insel wird Perlit durch die Firma Aegean Perlites SA abgebaut.
Im Südwesten der Insel baut die Firma LAVA - Mining & Quarrying Co. Bimsstein ab und ist der größte Bimssteinexporteur weltweit. Gyali ist das größte griechische Bims-Reservoir mit über 120 Mio. Tonnen. Das Vorkommen wird bei gleichbleibendem Abbau über das Jahr 2100 hinaus verfügbar sein.
| Jahr      | 1947 | 1951 | 1961 | 1971 | 1981 | 1991 | 2001 | 2011 |
| --------- | ---- | ---- | ---- | ---- | ---- | ---- | ---- | ---- |
| Einwohner |      |      | 07   | 32   | 66   | 16   | 10   | 21   |